# Domingos da Costa Oliveira

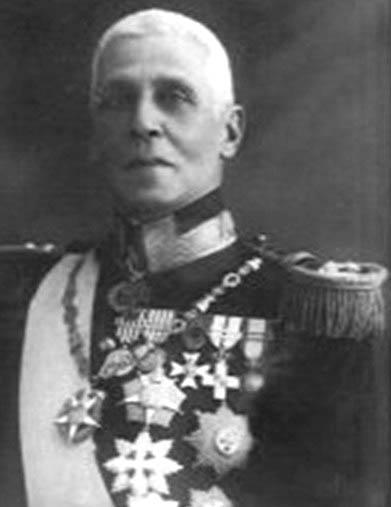
Domingos da Costa Oliveira

Domingos Augusto Alves da Costa Oliveira [duˈmĩɡuʃ dɐ ˈkɔʃtɐ oliˈvɐi̯ɾɐ] (Lissabon, 31 juli 1873 – aldaar, 24 december 1957) was een Portugees militair en staatsman.

## Biografie

### Opleiding en vroege carrière
Domingos da Costa Oliveira werd op 31 juli 1873 in Lissabon geboren. Hij bezocht de cadettenschool en was aansluitend officier der cavalerie. Hij diende in diverse cavalerieregimenten. Tijdens de Portugese revolutie van 1910 was hij commandant van het Tweede Regiment Lanciers, een regiment dat loyaal was aan het Huis Bragança.
Domingos da Costa Oliveira sloot zich in de beginjaren van de republiek aan bij de militaire organisatie Movimento des Espadas ("Beweging van de Zwaarden") die streefde naar een grotere invloed van het leger in de regering. Movimento des Espadas oefende druk uit op president Manuel de Arriaga om de leider van de Movimento, generaal Joaquim Pimenta de Castro tot premier te benoemen, hetgeen op 28 januari 1915 gebeurde. Generaal Pimenta de Castro regeerde korte tijd als militair dictator, maar werd op 14 mei van dat jaar bij een staatsgreep ten val gebracht.
Domingos da Costa Oliveira werd op 1 mei 1926 bevorderd tot commandant van een cavaleriebrigade te Alentejo en was aansluitend commandant van de derde militaire regio in Tomar. Op 5 mei 1928 volgde zijn bevordering tot generaal en benoeming tot militair gouverneur van Lissabon.

### Politieke carrière
Generaal Domingos da Costa Oliveira nam deel aan de Revolutie van de 28ste mei 1926 die een einde maakte aan de corrupte Eerste Portugese Republiek. De coupplegers, bestaande uit gematigde en rechtse militairen hadden verschillende opvattingen over hoe Portugal er na de revolutie uit zou moeten zien. Al snel nam de invloed van de rechtse officieren, w.o. Domingos da Costa Oliveira, toe. Op 21 januari 1930 werd Domingos da Costa Oliveira premier van Portugal (Presidente do Ministério). Als conservatief was hij tegen het herstel van de democratie en keurde de militaire revoltes in april en mei 1931 in Madeira en op de Azoren af.
De toenemende populariteit van zijn jonge minister van Financiën, António de Oliveira Salazar, leidde er op 25 juni 1932 toe dat hij terugtrad ten gunste van Salazar. Premier Salazar zou de komende 36 jaar aan de macht blijven. Zijn corporatistisch bewind ging de geschiedenis in als Estado Novo ("Nieuwe Staat").
Generaal Domingos da Costa Oliveira bleef nog een aantal jaren militair gouverneur van Lissabon en werd in 1937 benoemd tot ambassadeur bij het Hof van Sint-James (Verenigd Koninkrijk). Het Verenigd Koninkrijk was van oudsher de voornaamste bondgenoot van Portugal. Uit verzet tegen de militaire promoties van enkele collega's, trad hij in 1938 als ambassadeur en militair gouverneur terug. Hij was vervolgens generaal der reserves. In 1949 werd hij lid van de Staatsraad.
In 1952 werd hij benoemd tot kanselier van de in 1808 door de latere koning Johan VI van Portugal gestichte Orde van de Toren en het Zwaard (Ordem Militar da Torre e Espada).
Domingos da Costa Oliveira was een gepassioneerd ruiter en was medeoprichter en bestuurslid van de Sociedade Hípica Portuguesa ("Hippische Vereniging van Portugal"). Hij schreef ook het boek Raças Cavalares Portuguesas.